# SLC12A9
SLC12A9‏ (Solute carrier family 12 member 9) هوَ بروتين يُشَفر بواسطة جين SLC12A9 في الإنسان.